# Zhang Xianliang
Zhang Xianliang (ur. 1936 w Nankinie, zm. 27 września 2014 w Ningxia) – chiński pisarz.
Urodził się w zamożnej rodzinie przemysłowców związanych z Kuomintangiem; jego dawniejsi przodkowie zajmowali wysokie stanowiska urzędnicze w Chinach cesarskich. Ze względu na niewłaściwe klasowo pochodzenie, po ustanowieniu ChRL, miał trudności z dostępem do edukacji. Ukończywszy szkołę średnią w 1954, podjął pracę jako nauczyciel, najpierw w Pekinie, a następnie w stolicy Ningxia – Yinchuanie; z tymi obszarami pozostał związany przez resztę życia.
Okres jego pracy i wczesnej twórczości przypadł na czas wielkich kampanii politycznych lat 50. XX wieku, w szczególności kampanii stu kwiatów, a następnie tłumiącej wywołaną przez nią krytykę Partii – kampanii przeciw prawicowcom. Jej ofiarą padł też Zhang, którego wczesny wiersz Poemat o wietrze został potępiony jako prawicowy na łamach Renmin Ribao 1 września 1957. W następstwie oskarżenia, Zhang trafił do obozu reedukacji przez pracę (laogai). Częściowo zrehabilitowany w 1961, został zesłany do pracy na roli w północno-zachodnich Chinach. Dopiero po pełnej rehabilitacji w 1979 wrócił do Yinchuanu.
W latach 1979–1986 napisał trzy powieści i po dwa zbiory opowiadań i nowel; pięć z jego utworów zostało zekranizowanych. W 1980 został redaktorem naczelnym literackiego miesięcznika Shuo Feng; przyjęty do Stowarzyszenia Pisarzy Chińskich, został przewodniczącym oddziału w Ningxia w 1984. W tym samym roku został członkiem KPCh, a rok wcześniej – Ogólnochińskiej Konferencji Konsultatywnej.
Twórczość Zhanga Xianliang wpisuje się twórczość tzw. literatury gułagu, literatury rozliczeniowej. Zaczęła powstawać w latach 70.
Wybrane pozycje:
- Połowa mężczyzny jest kobietą (Nanren de yiban shi nüren), 1985, – powieść poruszająca temat seksualności, tłumionej przez purytańskie zakazy i nakazy partii komunistycznej. Główny bohater, który spędził kilkanaście lat w obozie reedukacyjnym, podczas pracy tam, spotyka przypadkiem piękną kobietę. Po ośmiu latach spotyka ponownie tę kobietę. Postanawiają się pobrać. Podczas nocy poślubnej okazuje się, że główny bohater cierpi na impotencję. Wkrótce potem żona zaczyna go zdradzać.
- Zielonodrzew (Lühuashu), 1985, wyd. pol. 1988.
- Przyzwyczaj się do umierania (Xiguan siwang), 1989
- Zupa z trawy: dziennik z chińskiego gułagu (Fannao jiu shi zhihui), 1992, wyd. pol. 1999 – autobiograficzna opowieść o pobycie w obozie pracy. Powstała jako rozwinięcie zapisków – krótkich zdań, prowadzonych podczas pobytu w obozach reedukacyjnych. Ukazuje wzajemne stosunki inteligencji przebywającej w obozie pracy, wzajemne wyniszczanie się i walkę między sobą.
- My Bodhi Tree (1994) – opiera się na urywkach tekstu z pamiętnika Zhanga z lat 1960., kiedy był w obozie pracy.